# Roger Kahn
Roger Kahn, född 31 oktober 1927 i Brooklyn i New York, död 6 februari 2020 i Mamaroneck, Westchester County, New York, var en amerikansk författare som ofta skrev om baseboll.

## Utmärkelser
Kahn vann utmärkelsen E, P. Dutton för årets bästa sportartikel fem gånger.